# Andrássy Kata
Csíkszentkirályi Andrássy Kata (– †1626) magyar földbirtokosnő; előbb serkei Lórántffy Mihály ónodi várkapitány, majd nemes Héderváry István földbirtokos felesége volt.

## Származása
Apai ágon a székely származású csíkszentkirályi Andrássy család leszármazottja. Anyai ágon a báró erdődi Pálffy család leszármazottja.

## Élete
Születési helye és ideje nem ismert. A család lakóhelye által valószínűsíthető, hogy a krasznahorkai várban született az 1590-es években. Édesapja csíkszentkirályi Andrássy Mátyás krasznahorkai várkapitány; édesanyja báró erdődi Pálffy Anna főúrnő volt. Néhány éves lehetett, amikor 1598-ban édesapja elhunyt, amellyel félárvaságra jutott.
Krasznahorkán, 1613. június 16-án házasodott meg első férjével, serkei Lórántffy Mihállyal, aki egy Zemplén vármegyei nagybirtokos volt és az ónodi várkapitány tisztségét töltötte be. Közös lakóhelyük a sárospataki vár lett. A házassággal egy időre mostohaanyjává vált felsővadászi Rákóczi Györgyné serkei Lóránttfy Zsuzsanna erdélyi fejedelemasszonynak és felsővadászi Rákóczi Zsigmondné serkei Lórántffy Máriának. 1614. október 6-án megírt végrendeletében Lórántffy Mihály megemlékezett arról, hogy atyafiságban, azaz rokonságban állt második feleségével. A rendelkezésünkre álló genealógiai táblázatokból ez nem állapítható meg. A házaspárnak egy lánygyermeke született:
1. serkei Lórántffy Kata (– †1681). 1. férje: karatnai Alia Sámuel küküllői főispán; 2. férje: Apafi István

A férfi a végrendeletének megírását követően rövidesen elhunyt, Sárospatakon, 1614. november 26-án. Özvegyének sikerült megtartania a szendrői Lórántffy-ház és majorság fél részét mostohalányai próbálkozásainak ellenére. 1615 körül ismét megházasodott, második férje nemes Héderváry István volt. A házasságból három közös gyermekük született:
1. Héderváry Anna, „Annoka” (fl. 1624–1674). Férje: szentgyörgyi Kerekes András királyi személynök
2. Héderváry János, „Jankó” (fl. 1620 – †1662) pozsonyi, majd győri kanonok; zirci apát; pápai pronotárius és komáromi főesperes; scopi címzetes püspök
3. Héderváry Zsuzsanna, „Suska” (fl. 1624–1674). 1. férje: veglai Horváth Zsigmond; 2. férje: Kapy Gábor

Férje Héderváron, 1624-ben elhunyt, így ismét özvegyi sorsra jutott.
Az asszony 1626. január 15. és május 26. között hunyt el. Andrássy Katától halála előtt felsővadászi Rákóczi György és felesége, serkei Lórántffy Zsuzsanna számos arany- és ezüsttárgyat, valamint készpénzt vitt el. Hagyatéka 3000 forint készpénz és a czifferi, bucsányi, báhonyi és berencsi birtokok, továbbá a szakolcai földek és szőlők voltak. Halála után első házasságából született lányának felsővadászi Rákóczi György és serkei Lórántffy Zsuzsanna lettek a gyámjai; második házasságából született gyermekeiről pedig mostohafia, ifjabb Héderváry István gondoskodott.

### Személyével kapcsolatos téves leírások
Andrássy Katával kapcsolatban megannyi téves életrajzi leírást lehet olvasni. Szinnyei József Magyar írók élete és munkái. 7. kötet című művében arról írt, hogy férje, Lórántffy Mihály halála után rövidesen ő is elhunyt. Miroslav Marek genealógus internetes adattárában az olvasható, hogy két Andrássy Kata létezett: az egyik Héderváry István felesége volt, a második pedig az unokahúga, aki Lórántffy Mihály felesége volt. A Héderváry család oklevéltárában fennmaradt családi levelek alapján tudhatjuk, hogy ezek mind téves állítások.